# Znanost u 1836.
◄◄ | ◄ | 1833. | 1834. | 1835. | 1836.  | 1837. | 1838. | 1839. | ► | ►►
Arhitektura • Astronomija • Biologija • Glazba • Kazalište • Kemija • Kiparstvo • Knjige • Književnost • Kršćanstvo • Meteorologija • Medicina • Politika • Pravo • Promet • Slikarstvo • Šport • Znanost • Željeznički promet
Znanost u 1836.

## Svijet

### Otkrića
- John Frederic Daniell izumio danijelov članak, vrstu električnog članka

## Vanjske poveznice
|  | Zajednički poslužitelj ima još gradiva o temi Znanost u 1836. |